# Áldozati ünnep
Az íd al-adhá, törökül Kurban bayramı (jelentése: áldozati ünnep) az iszlám világ egyik fontos ünnepe, melyet annak az emlékére tartanak, hogy Ábrahám kész volt feláldozni fiát Istennek.

## Időpontja
Hagyományosan az áldozati ünnepet az iszlám holdnaptár utolsó hónapjának tizedik napján tartják, körülbelül hetven nappal a ramadán, és közvetlenül a haddzs (a muszlimok éves Mekkába történő zarándoklata) után. Az ünnep négy-öt napig tart. Kezdő időpontja az iszlám holdnaptár és a Gergely-naptár közötti különbségekből adódóan évről évre változik.
Kezdete
| Iszlám év | Gergely-naptár       |
| --------- | -------------------- |
| 1415      | 1995. május 10.      |
| 1416      | 1996. április 28.    |
| 1417      | 1997. április 18.    |
| 1418      | 1998. április 7.     |
| 1419      | 1999. március 28.    |
| 1420      | 2000. március 16.    |
| 1421      | 2001. március 5.     |
| 1422      | 2002. február 23.    |
| 1423      | 2003. február 12.    |
| 1424      | 2004. február 1.     |
| 1425      | 2005. január 21.     |
| 1426      | 2006. január 10.     |
| 1427      | 2006. december 31.   |
| 1428      | 2007. december 20.   |
| 1429      | 2008. december 8.    |
| 1430.     | 2009. november 27.   |
| 1431.     | 2010. november 16.   |
| 1432.     | 2011. november 6.    |
| 1433.     | 2012. október 26.    |
| 1434.     | 2013. október 15.    |
| 1435.     | 2014. október 5.     |
| 1436.     | 2015. szeptember 24. |
| 1437.     | 2016. szeptember 12. |
| 1438.     | 2017. szeptember 1.  |
| 1439.     | 2018. augusztus 21.  |
| 1440.     | 2019. augusztus 11.  |
| 1441.     | 2020. július 31.     |
| 1442.     | 2021. július 20.     |
| 1443.     | 2022. július 9.      |
| 1444.     | 2023. június 28.     |
| 1445.     | 2024. június 17.     |

## Szokások
Az áldozati ünnepen a muszlimok legjobb ruhájukba öltöznek és imádkoznak a mecsetekben. Aki megteheti, az áldozatot mutat be Allahnak: általában bárányt ölnek le, húsát pedig szétosztják (bárányon kívül az áldozati állat lehet még tehén, kecske és teve is). Az áldozati állatnak bizonyos életkori és minőségbeli követelményeknek kell megfelelnie, másképp nem áldozható fel. Az állat levágásakor imát mondanak:
| Isten nevében                    | بسم الله             | bi-smi l-Lāh                         | biszmilláh                          |
| És Isten a leghatalmasabb        | والله أكبر           | w-al-Lāhu 'akbar                     | v-Alláhu akbar                      |
| Istenem, ez tőled, s neked (van) | اللهم إن هذا منك ولك | al-Lāhumma, 'inna hāḏā minka wa lika | Alláhumma, inna hádzá minka va lika |
| Ó, Istenem, fogadd el tőlem!     | اللهم تقبل مني       | al-Lāhumma, tuqbil minnī             | Alláhumma, tukbil minní             |

## Más elnevezések
Az ünnep további elnevezései: 
Ázsiában:
- Törökország: Kurban Bayramı
- Indonézia, Malajzia, Fülöp-szigetek, Szingapúr: Hari Raya Haji/Iduladha/Aidiladha/Qurbani/Qurban
- India, Afganisztán, Pakisztán: Eid ul-Azha (az áldozati állat itt kecske)
- Banglades: ঈদ-উল-আজহা Id-ul-Azha vagy  কোরবানী ঈদ Korbani Id
- Kazahsztán: Kurban Ait

Afrikában:
- Marokkó, Egyiptom, Líbia: Eíd el-Kbír („a nagy ünnep”)
- berberül: Tfaska Tamoqqart
- Nigéria, Nyugat-Afrika: Babbar Sallah
- Szomália; Kenya és Etiópia szomáli nyelvű területein: Ciidwayneey
- Dél-Afrika: Bakri Eid
- Afrika egyes részein: Tabaski/Tobaski

Európában:
- Bosznia-Hercegovina, Albánia, Bulgária: Kurban Bajram

## Viták
Az iszlám szerint Ábrahám Izmael nevű fiát volt kész feláldozni Istennek, míg a Biblia szerint Izsákot.
És monda: Vedd a te fiadat, ama te egyetlenegyedet, a kit szeretsz, Izsákot, és menj el Mórijának földére, és áldozd meg ott égő áldozatul a hegyek közűl egyen, a melyet mondándok néked.
Bár a Teremtés könyve Izsákot nevezi meg, a muszlimok szerint a kulcsszó az „egyetlen” fiú: Izsák Ábrahám másodszülöttje volt, tehát az „egyetlen fiú” elnevezés Ábrahám elsőszülöttjére, Izmaelre utal, akit az arabok ősének tartanak. Egyes nézetek szerint Izsák nevét később, helytelenül szúrták bele a szövegbe (a Koránban nincs megadva a fiú neve).